# Piroksen
Pirokseni so skupina pomembnih kamninotvornih inosilikatnih mineralov, ki se pojavljajo v mnogih magmatskih in metamorfnih kamninah. Čeprav kristalizirajo v različnih kristalnih sistemih, ortorombskem in monoklinskem,  imajo zelo podoben videz, sestavo in strukturo, za katero je značilna enojna veriga tetraedrov SiO4.
Splošna formula piroksenov je  
XYT2O6,
pri čemer je
X: Mg2+, Fe2+, Mn2+, Ca2+,  Na+, Li+
Y: Mg2+, Fe2+, Mn2+, Al3+, Fe3+, Ti4+, Ti3+, V3+, Sc3+, Cr3+, Zr4+, Zn2+,
T: Si4+, Al3+, Fe3+
Pirokseni so poleg olivina glavni sestavni del zgornjega Zemljinega plašča, piroksen in rogovača pa sta glavna minerala bazalta in gabra. Aluminij, ki je v ortoklazih in amfibolih pogost substitut za silicij, se v večini piroksenov kot substitut pojavlja v omejenem obsegu.  

## Nastanek imena
Ime piroksen je sestavljeno iz grških besed πυρ [pir] – ogenj in ξένος [ksénos] – tujec. Takšno ime so dobili zato, ker se v lavah in vulkanskih steklih pojavljajo kot vključki, za katere so menili, da so tja prišli kot nečistoče, v resnici pa so kristalili v magmi še preden je izbruhnila na Zemljino površino.

## Kemija in poimenovanje piroksenov
Verižna silikatna struktura piroksenov ponuja veliko možnosti za vgrajevanje različnih kationov, zato so imena piroksenskih mineralov definirana prvenstveno po njihovi kemijski sestavi. Piroksenski minerali se poimenujejo skladno s kemijskimi elementi, ki zasedajo položaja X, Y in tetraedrski položaj T. Kationi na položaju X so povezani s 6 atomi kisika v oktaedrski koordinaciji. Kationi na položaju Y so lahko kordinirani s 6 do 8 atomi kisika, odvisno od velikosti kationa. Komisija za minerale in imena mineralov pri Mednarodni mineraloški zvezi (IMA) trenutno priznava dvajset piroksenskih mineralov, 105 prejšnjih imen pa je zavrgla.
Tipični piroksen ima na položaju T vgrajen večinoma silicij, na položajih X in Y pa prevladujejo ioni z nabojem +2, tako da je njihova kemijska formula približno XYT2O6. Imena najpogostejših kalcijevih-železovih-magnezijevih piroksenov so določena s tako imenovanim piroksenskim četverokotnikom na Sl. 3. Enstatitsko-ferosilitski niz ([Mg,Fe]SiO3) vsebuje do 5 mol% kalcija in tri polimorfe: ortorombska ortoenstatit in protoenstatit in monoklinski klinoenstatit in njihove ferosilitske ekvivalente. Naraščajoča vsebnost kalcija prepreči tvorjenje ortorombskih faz in pigeonita ([Mg,Fe,Ca][Mg,Fe]Si2O6), zato minerali kristalizirajo samo v monoklinskem kristalnem sistemu. Niz trdnih raztopin Mg-Fe-Ca piroksenov ni zvezen. Na intervalu od približno 15 do 25 mol% kalcija je zaradi nestabilnosti spojin prekinjen, zato je med pigeonitom in avgitom nastala vrzel. 
Ločevanje med avgitom in trdno raztopino diopsid-hedenbergit (CaMgSi2O6 - CaFeSi2O6) je poljubno. Delitev se začne pri >45 mol% kalcija. Ker kalcijev ion ne more zasesti položaja Y, pirokseni z več kot 50 mol% kalcija niso mogoči. Kemijsko sestavo, ki ustreza hipotetičnemu kalcijevemu končnemu členu niza (Ca2Si2O6), ima mineral volastonit, ki pa zaradi pomembnih strukturnih razlik ni razvrščen med piroksene. 
Drug pomemben niz piroksenskih mineralov so z natrijem bogati pirokseni, ki ustrezajo poimenovanju na Sl. 4. Vključitev natrija, ki ima naboj +1, povzroči potrebo po mehanizmu, ki bo prispeval manjkajoči pozitivni naboj. V jadeitu in egirinu manjkajoči naboj prispevata Al3+ in  Fe3+ na položaju Y. Natrijeva piroksena z več kot 20 mol% Ca, Mg ali Fe3+, sta omfacit in egirin-avgit, pirokseni z več kot 80 mol% teh komponent pa spadajo v piroksenski četverokotnik na Sl. 3.
V Preglednici 1 so našteti tudi drugi kationi, ki se pojavljajo v piroksenih, in mesta, ki jih zasedajo. 
| T: |  | Si | Al | Fe3+ |      |    |   |      |    |    |    |    |      |    |    |    |    |
| Y: |  |    | Al | Fe3+ | Ti4+ | Cr | V | Ti3+ | Zr | Sc | Zn | Mg | Fe2+ | Mn |    |    |    |
| X: |  |    |    |      |      |    |   |      |    |    |    | Mg | Fe2+ | Mn | Li | Ca | Na |

Edini kationi, ki lahko v stukturi piroksenov zasedejo mesti X in Y, so brez dvoma samo magnezij, železo in mangan. 
Za pravilno vpisovanje ionov iz Preglednice 1 v splošno formulo piroksena velja osnovno pravilo, da je treba začeti na levi in najprej vpisati vse silicijeve ione na položaj T. Na preostala prosta mesta na položaju T se zatem vpišejo aluminijevi in za njimi še železovi(III) ioni. Morebitni višek aluminijevih ali železovih(III) ionov se vpiše na položaj Y, preostali ioni pa na položaj X. Treba je poudariti, da prikazani postopek, ki velja za natrijeve piroksene, ne velja tudi za vse druge piroksene. Za takšne primere je na razpolago nekaj alternativnih postopkov:
- Substitucije enovalentnih in trovalentnih ionov na položajih X in Y. Primer: Na in Al dasta sestavo jadeita (NaAlSi2O6).
- Substitucija enovalentnega iona  na položaju  Y z mešanico enakega števila dvovalentnih in štirivalentnih ionov, s katero nastane na primer NaFe2+0,5 Ti4+ 0,5Si2O6.
- Čermakova substitucija, v kateri trovalenti ioni zasedejo položaja X in Y, na primer CaAlAlSiO6.

V naravi se v nekaterih mineralih najde tudi več kot ena substitucija.

## Piroksenski minerali
Klinopirokseni (monoklinski)
- Diopsid - CaMgSi2O6
- Egirín - NaFe3+Si2O6
- Esseneit - CaFe3+AlSiO6
- Hedenbergit - CaFe2+Si2O6
- Jadeit - Na(Al,Fe3+)Si2O6
- Jervisit - (Na,Ca,Fe2+)(Sc,Mg,Fe2+)Si2O6
- Johansenit - CaMn2+Si2O6
- Kanoit - (Mn2+,Mg)2Si2O6
- Klinoenstatit - Mg2Si2O6
- Klinoferosilit - (Fe2+,Mg)2Si2O6
- Kozmoklor - NaCr3+Si2O6
- Namansilit - NaMn3+Si2O6
- Nataliit - Na(V3+,Cr3+)Si2O6
- Petedunit - Ca(Zn,Mn2+,Fe2+,Mg)Si2O6
- Pigeonit - (Mg,Fe2+,Ca)(Mg,Fe2+)Si2O6
- Spodumen - LiAlSi2O6

Ortopirokseni (ortorombski)
- Donpikorit - (Mn2+,Mg)2Si2O6
- Enstatit - Mg2Si2O6
- Ferosilit - (Fe2+,Mg)2Si2O6

## Galerija
- Pirokseni
- Avgit
- Diopsid
- Hedenbergit
- Kuncit